# Tàng hình

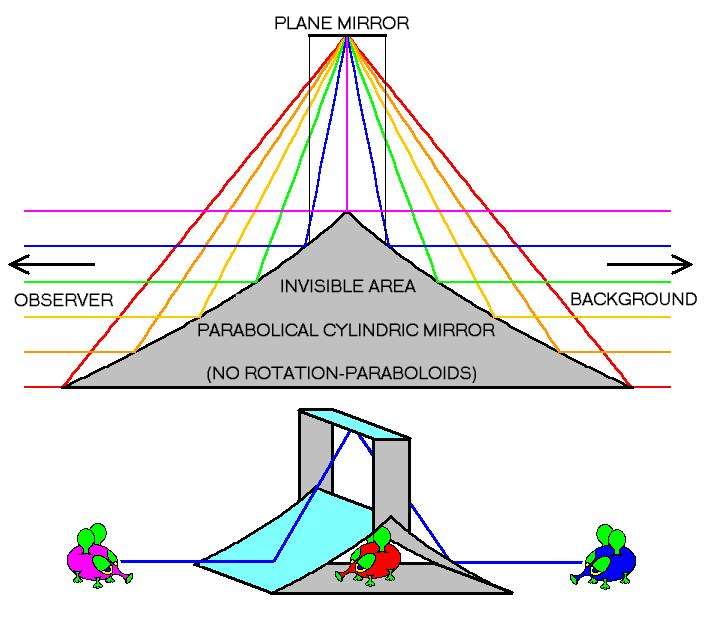
Bằng cách sử dụng hai gương trụ parabol và một gương phẳng, ảnh của phông nền sẽ được chuyển hướng xung quanh vật thể, khiến cho bản thân vật thể trở nên vô hình - ít nhất là nhìn từ hai phía.

Tàng hình là trạng thái của một đối tượng không thể nhìn thấy. Một vật thể trong trạng thái này được cho là vô hình (theo nghĩa đen là "không nhìn thấy"). Thuật ngữ này thường được sử dụng trong tiểu thuyết giả tưởng / khoa học, trong đó các vật thể không thể nhìn thấy bằng các phương tiện ma thuật hoặc công nghệ; tuy nhiên, tác dụng của nó cũng có thể được chứng minh trong thế giới thực, đặc biệt là trong các lớp tâm lý học, vật lý và tri giác.
Các vật thể có thể được nhìn thấy nhờ ánh sáng trong quang phổ nhìn thấy được từ một nguồn phản xạ khỏi bề mặt của chúng và đập vào mắt người xem, nên dạng tàng hình tự nhiên nhất (dù là thật hay hư cấu) là một vật thể không phản xạ cũng không hấp thụ ánh sáng (nghĩa là cho phép ánh sáng đi qua nó). Điều này được gọi là tình trong suốt, và được thấy trong nhiều vật liệu tự nhiên (mặc dù chưa có vật liệu tự nhiên nào trong suốt 100%).